# 홀거 바트슈투버
홀거 바트슈투버(Holger Badstuber, 1989년 3월 13일 ~) 은 독일의 은퇴한 축구 선수로, 포지션은 센터백이나 레프트 백이었다.

## 클럽 경력
2002년에서 2006년까지, 바트슈트버는 SSV 울름 1846의 유스에서 활약하였다. 그 뒤, 1년간 FC 바이에른 뮌헨의 유스로 옮겨 활약하였다. 그는 뮌헨의 프로계약서에 2009년 7월 서명하기 전, 그는 리저브 팀에서 동료 토마스 뮐러와 더불어 1군의 미사용 교체선수로 2008-09시즌동안 있었다. 그는 2009-10시즌 TSG 1899 호펜하임전에서 선발 수비수로 데뷔하였다. 그는 1군 첫골을 2009년 12월 4일 보루시아 묀헨글라트바흐를 상대로 강력한 프리킥으로 넣었다. 그는 센터백 외에도 왼쪽 풀백으로 뛰었다. 그는 첫 시즌인 2009-10 시즌을 인상적인 모습으로 마무리하였다.
2010년 2월 4일, FC 바이에른 뮌헨은 바트슈투버가 2014년에 만료되는 새 계약서에 서명하였다고 발표하였다.

## 국가대표 경력

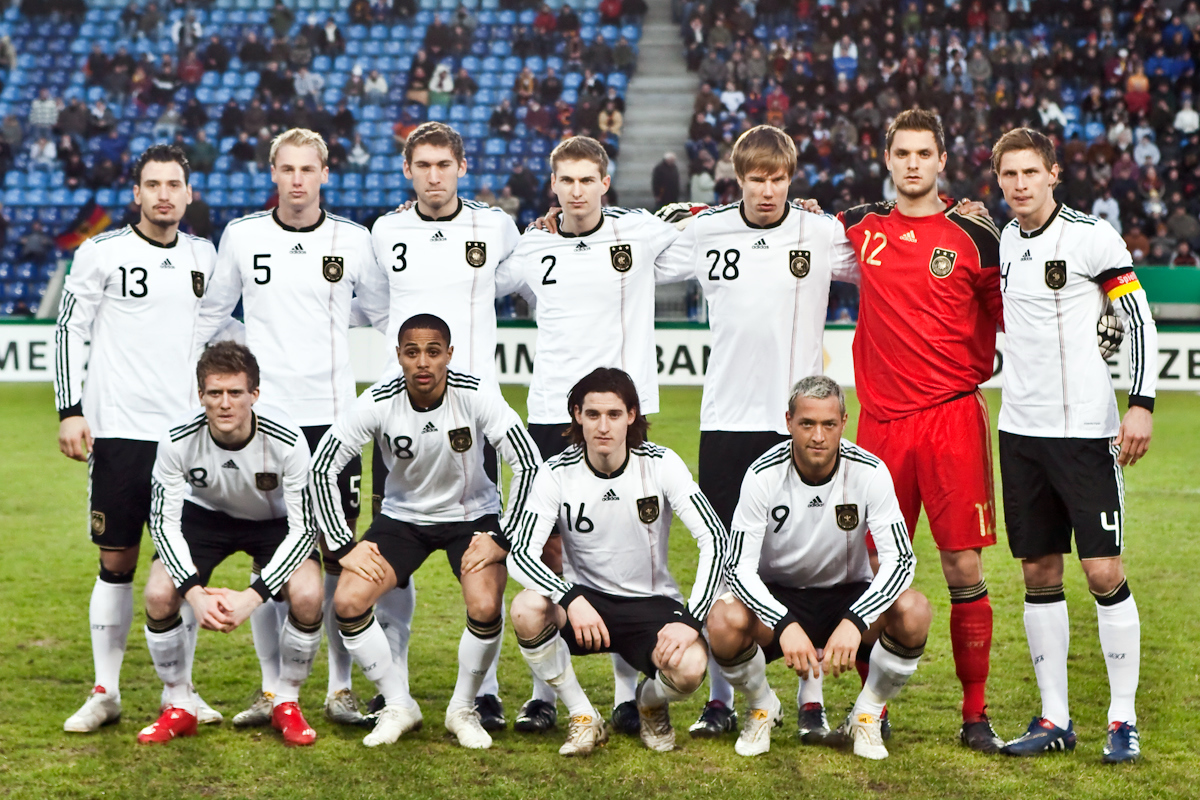
2010년 3월에 촬영한 바트슈투버 (28번)와 독일 U-21 국가대표팀

바트슈투버는 3-1로 패한 터키와의 U-21팀의 경기에서 국가대표 데뷔를 하였다. 그는 2010년 FIFA 월드컵 명단에 맨 먼저 이름을 올렸다. 그는 헝가리와의 연습게임에서 아르네 프리드리히와 교체되어 시니어팀 데뷔를 하였다. 그는 6월 1일, 월드컵 23인 최종엔트리에 발탁되었고, 등번호 14번을 요아힘 뢰프감독으로부터 받았다. 그는 더반 경기장에서 열린, 월드컵 D조 1차전인 오스트레일리아전에서 레프트 백으로 선발 출전하여 풀타임으로 뛰었고, 팀은 4-0으로 승리하였다. 2010년 6월 18일, 포트 엘리자베스의 넬슨 만델라 베이 경기장에서 바로 다음 경기인 세르비아전에도 팀동료 마리오 고메즈와 교체되기 전까지 77분 뛰었다.

## 수상
FC 바이에른 뮌헨
- 분데스리가

우승: 2009-10, 2012-13, 2013-14, 2014-15, 2015-16
- DFB-포칼

우승: 2009-10, 2012-13, 2013-14, 2015-16
- DFL-슈퍼컵

우승: 2010, 2012, 2016
- UEFA 챔피언스리그

우승: 2012-13
준우승: 2009-10
- UEFA 슈퍼컵

우승: 2013
- FIFA 클럽 월드컵

우승: 2013
국가대표
- FIFA 월드컵

3위:2010